# Wykładzina podłogowa
Wykładzina podłogowa (wykładzina PVC) – wykładzina produkowana na bazie plastyfikowanego polichlorku winylu z dodatkiem wypełniaczy, stabilizatorów i pigmentów.
Podstawą do dokonania oceny zgodności jest zharmonizowana specyfikacja techniczna wyrobu (Polska Norma wyrobu) – norma PN-EN 14041:2006/AC:2007. Wymagania podstawowe w odniesieniu do przeznaczenia wykładzin dotyczą bezpieczeństwa pożarowego, bezpieczeństwa użytkowania, a także odpowiednich warunków higienicznych i zdrowotnych oraz ochrony środowiska

## Produkcja
Głównym materiałem, którego używa się podczas produkcji wykładzin PVC, jest polichlorek winylu (pl. PCW/ ang. PVC). Jest to tworzywo sztuczne otrzymywane w wyniku procesu polimeryzacji chlorku winylu. Tworzywo charakteryzuje się wysoką wytrzymałością mechaniczną oraz termoplastycznością. Oprócz polichlorku winylu, który jest podstawowym składnikiem używa się innych dodatków, których celem jest uzyskanie pożądanych właściwości tego typu posadzek. Stosuje się plastyfikatory, które są specjalnymi środkami zmiękczającymi oraz emulgującymi. Mamy dwa rodzaje PVC: miękkie (igelit) lub twarde (winidur). Zastosowanie znajdują także stabilizatory, które mają na celu zapewnienie trwałej formy i odporności na przebarwienia. Użyte pigmenty i barwniki nadają kolor i wzór posadzki. Czasami stosuje się wypełniacze w celu lepszej izolacji. Wszystkie składniki są następnie zatapiane w odpowiedniej żywicy, a całość jest tworzywem gotowym do produkcji wykładzin.

## Rodzaje wykładzin
Mogą to być wykładziny:
1. Jednorodne, złożone z jednej lub kilku warstw o jednakowym składzie surowcowym.
2. Niejednorodne, wielowarstwowe, złożone z kilku zgrzanych ze sobą folii o różnym składzie.

## Zastosowanie
Wykładziny PCW to najpopularniejsze wykładziny podłogowe o szerokim zastosowaniu. Można je stosować w specjalistycznych placówkach, jak szpitale. Dzięki właściwościom antypoślizgowym, są bezpieczne i dodatkowo łatwe do utrzymania w czystości ponieważ nie wchłaniają żadnych substancji. Wykładziny PVC często pokryte są środkami grzybobójczymi. Wytrzymałość i odporność na ścieranie i zniszczenia stosowana jest szczególnie w miejscach użyteczności publicznej, gdzie występuje duży ruch.

## Aspekt zdrowotny
Wykładziny podłogowe wytwarzane są z wykorzystaniem technologii gwarantującej bezpieczeństwo zdrowotne: są zgodne z wymaganiami obowiązujących norm europejskich i polskich. Nie mogą zawierać składników podwyższających poziom emisji lotnych zanieczyszczeń organicznych.